# Laurent Marcelli
Egidio Marcelli, en religion Lorenzo dello Spirito Santo (30 août 1874 - 14 octobre 1953) est un religieux catholique italien, de l'Ordre des passionistes, reconnu vénérable par l'Église catholique. 

## Biographie
Entré à l'âge de 27 ans au noviciat des passionistes, Egidio Marcelli prononce ses vœux religieux le 15 juin 1902. En novembre 1914, Lorenzo part pour le Brésil où il participe à la fondation de la première maison passioniste. Après huit ans de mission, il est contraint de rentrer en Italie à cause de graves problèmes de santé. Nommé à Nettuno, il y mena son activité de frère mendiant, ses travaux au sein de sa communauté et le catéchisme. Le couvent étant adjacent au sanctuaire de sainte Maria Goretti, il répandit activement sa dévotion, notamment auprès des enfants. Lorenzo Marcelli mourut à l'âge de 79 ans des suites d'un infarctus. 
Depuis le 13 décembre 2016, il est reconnu vénérable par l'Église catholique.